# Вајена (Џорџија)
Вајена (енгл. Vienna) град је у америчкој савезној држави Џорџија. По попису становништва из 2010. у њему је живело 4.011 становника.

## Демографија
Према попису становништва из 2010. у граду је живело 4.011 становника, што је 1.038 (34,9%) становника више него 2000. године.
| Група             | 2000.         | 2010.         |
| Белци             | 774 (26,0%)   | 901 (22,5%)   |
| Афроамериканци    | 1.988 (66,9%) | 2.761 (68,8%) |
| Азијати           | 12 (0,4%)     | 22 (0,5%)     |
| Хиспаноамериканци | 166 (5,6%)    | 322 (8,0%)    |
| Укупно            | 2.973         | 4.011         |